# Далешинек
Далешинек (пол. Daleszynek) — село в Польщі, у гміні Квільч Мендзиходського повіту Великопольського воєводства.
Населення — 401 особа (2011).
У 1975-1998 роках село належало до Познанського воєводства.

## Демографія
Демографічна структура станом на 31 березня 2011 року:
|          | Загалом | Допрацездатний вік | Працездатний вік | Постпрацездатний вік |
| -------- | ------- | ------------------ | ---------------- | -------------------- |
| Чоловіки | 199     | 39                 | 151              | 9                    |
| Жінки    | 202     | 44                 | 144              | 14                   |
| Разом    | 401     | 83                 | 295              | 23                   |